# Зал колісниці
Зал колісниці — один із залів Ватиканських музеїв.
Зал колісниці, створений в роки понтифікана папи Пія VI (1775—1799), отримав свою назву в честь мармурової римської колісниці I ст. до н. е., яка зберігається у ньому. Була реставрована в 1788 році скульптором Францоні (колеса і один з двох коней). В цьому ж залі виставлені скульптура бородатого бога Вакха і двох дискоболів, статуя атлета, численні саркофаги і інші витвори античного мистецтва.